# Thomas Chirault
Thomas Gino Michel Chirault (* 15. September 1997 in Corbie) ist ein französischer Bogenschütze.

## Karriere
Thomas Chirault gewann 2017 seine erste internationale Medaille, als er bei den Weltmeisterschaften in Mexiko-Stadt mit Jean-Charles Valladont und Pierre Plihon den zweiten Platz belegte. Ein Jahr darauf wurde er auch bei den Europameisterschaften in Legnica mit Melanie Gaubil Zweiter. Er vertrat Frankreich bei den Europaspielen 2019 in Minsk, bei denen er im Einzel im Achtelfinale ausschied. Mit der Mannschaft, die erneut aus Chirault, Valladont und Plihon bestand, gelang ihm hingegen der Gewinn der Goldmedaille. Bei den 2021 ausgetragenen Olympischen Spielen 2020 schied Chirault im Einzel ebenso in der ersten Runde aus wie auch im Mannschaftswettbewerb. Die Halleneuropameisterschaften 2022 in Laško schloss er mit Clément Jacquey und Jean-Charles Valladont auf dem ersten Platz der Mannschaftskonkurrenz ab. Zwei Jahre darauf sicherte sich Chirault bei den Europameisterschaften in Essen mit Baptiste Addis und Jean-Charles Valladont im Mannschaftswettbewerb einen weiteren Titelgewinn.
Bei den Olympischen Spielen 2024 in Paris ging Addis in zwei Konkurrenzen an den Start. Im Einzelwettbewerb belegte er nach der Platzierungsrunde Rang neun und erreichte das Achtelfinale. In diesem unterlag er Mete Gazoz aus Deutschland im Shoot-off: Gazoz traf eine Zehn, während Chirault nur eine Neun erzielte. Sehr erfolgreich war zuvor der Mannschaftswettbewerb für das französische Aufgebot gelaufen. Zusammen mit Baptiste Addis und Jean-Charles Valladont besiegte er nacheinander die Mannschaften Italiens und der Türkei, sodass die Franzosen ins Finale gegen Südkorea einzogen. Mit 1:5 unterlagen sie den Südkoreanern und erhielten damit die Silbermedaille.
Für seinen olympischen Medaillengewinn 2024 erhielt er das Ritterkreuz des Ordre national du Mérite.